# Skive Nord
Skive Nord (eller Skive N) var en jernbanestation i Skive på Sallingbanen (Skive-Glyngøre, 1884-1971), senere også på Skive-Vestsalling Jernbane (Skive-Spøttrup, 1924-66).
Stationens oprindelige navn var Skive Holdeplads, men DSB stoppede 1. maj 1922 med at bruge betegnelsen holdeplads.

## Station
1884-1962 lå Skive Holdeplads/Skive Nord ved Nordbanevej tæt ved bymidten. I denne periode havde stationen flere passagerer end den mere afsides beliggende station Skive H.
Stationen var ikke beregnet til godsekspedition og havde ikke læssespor, men kun en lille stationsbygning, der allerede i 1886 måtte have en stor tilbygning. Det hjalp også på pladsproblemet, at jernbanerestaurationen åbnede lige overfor 7. juni 1885.
I perioden 1923-25 blev perronen ombygget og et spor anlagt til Vestsallingbanen. Den benyttede Sallingbanens spor mellem Skive H og Skive Nord, men havde derfra eget spor ved siden af Sallingbanens på et fælles tracé, indtil de to baner skiltes ved Resen.

## Trinbræt
I 1962 blev Skive H flyttet til den nuværende placering og gjort til gennemkørselsstation. De to Sallingbaner flyttede med til den nye station og fik ny linjeføring i en stor bue vest om Skive. 3 km fra den ny Skive H opstod der mellem parcelhuse og marker et nyt Skive Nord. På grund af den afsides beliggenhed faldt passagertallet kraftigt.
Men Skive Nord var stadig det sted, de to Sallingbaners spor delte sig, og da man havde sparet stationen væk og nedgraderet Skive Nord til trinbræt, måtte Skive H betjene sporskifte og signaler, som dermed blev de fjernest beliggende, noget sikringsanlæg i landet dengang havde.

## Nedlæggelsen
Den gamle Skive Nord blev overflødig med sporomlægningen i 1962. Stationsbygningen blev revet ned i 1964 for at gøre plads til Nørre Boulevard.
I 1966 blev Vestsallingbanen nedlagt, og fjernbetjeningen af trinbrættet kunne forenkles. I 1971 stoppede persontrafikken på Sallingbanen, og Skive Nord trinbræt blev nedlagt – det var ikke nødvendigt for godstrafikken, der fortsatte til 1979.